# Усть-Большерецьк
Усть-Большерецьк (рос. Усть-Большерецк) — село у Усть-Большерецькому районі Камчатського краю Російської Федерації. Адміністративний центр району.
Населення становить 1821 (2018) особу. Входить до складу муніципального утворення Усть-Большерецьке сільське поселення.

## Історія
До 1 червня 2007 року у складі Камчатської області, відтак у складі Камчатського краю. Згідно із законом від 22 жовтня 2004 року органом місцевого самоврядування є Усть-Большерецьке сільське поселення.

## Населення
| 1926  | 1939  | 1959  | 1970  | 1979  | 1989  | 2002  |
| ----- | ----- | ----- | ----- | ----- | ----- | ----- |
| 235   | ↗2477 | ↘1799 | ↘1682 | ↗2137 | ↗3075 | ↘2277 |
| 2010  | 2012  | 2013  | 2014  | 2015  | 2016  | 2017  |
| ↘2116 | ↘2081 | ↘2060 | ↘2047 | ↘1998 | ↘1920 | ↘1873 |
| 2018  |       |       |       |       |       |       |
| ↘1821 |       |       |       |       |       |       |